# 本巣市立土貴野小学校
本巣市立土貴野小学校（もとすしりつ ときのしょうがっこう）は、岐阜県本巣市の公立小学校。

## 就学区域
- 屋井、七五三、早野、三橋の一部[注釈 1]、仏生寺[1]
- 本巣市は学校選択制を導入しており、就学区域外の本巣市内在住者でも、1年生の入学時および転入時においてのみ土貴野小学校を選択することが可能[1][2]。

## 沿革
- 1873年（明治6年） - 屋井村、更屋敷村が共同で、好問義校を開校する。児童は屋井村、更屋敷村の他、海老村の一部の児童が通学。
- 1875年（明治8年） - 好問学校に改称する。
- 1883年（明治17年） -  知新学校、漸々学校、好問学校、教倫学校、真桑小学校が合併し、斬文学校（現・本巣市立真桑小学校となる。本校は旧・知新学校に設置され、第一出張所（旧・真桑小学校）、第二出張所（旧・教倫学校）、第三出張所（旧・好問学校）、分教場（旧・漸々学校）を設置する。
- 1886年（明治19年） - 第三出張所が分離独立し、屋井簡易科小学校となる。
- 1889年（明治22年） - 屋井尋常小学校に改称する。
- 1891年（明治24年） - 濃尾地震で校舎が全壊。民間の住宅を仮校舎とする。
- 1893年（明治26年） - 七五三村に新校舎完成。同時に七五三尋常小学校に改称する。七五三村と屋井村の児童が通学する。
- 1897年（明治30年）4月1日 - 屋井村、七五三村、早野村が合併し、本巣郡土貴野村が発足。同時に土貴野尋常小学校に改称し、真桑尋常小学校に通学していた旧・早野村の児童が編入される。
- 1941年（昭和16年） - 土貴野国民学校に改称する。
- 1947年（昭和22年） - 土貴野村立土貴野小学校に改称する。
- 1955年（昭和30年）4月1日 - 土貴野村と一色村が合併し、糸貫村が発足。同時に糸貫村立土貴野小学校に改称する。
- 1960年（昭和35年）4月1日 - 町制施行により糸貫町となる。同時に糸貫町立土貴野小学校に改称する。
- 1981年（昭和56年） - 現在地に移転。新校舎完成。
- 2004年（平成16年） - 本巣町、真正町、糸貫町、根尾村が合併し本巣市が発足。同時に本巣市立土貴野小学校に改称する。

## 進学先中学校
- 本巣市立糸貫中学校